# Christia lychnucha
Christia lychnucha är en ärtväxtart som först beskrevs av Anton Karl Schindler, och fick sitt nu gällande namn av Hiro Ohashi. Christia lychnucha ingår i släktet Christia och familjen ärtväxter. Inga underarter finns listade i Catalogue of Life.